# ريتشارد سوكري
ريتشارد سوكري  (بالفرنسية: Richard Socrier)‏ (مواليد 28 مارس 1979 في جوادلوب) لاعب كرة قدم أجاكسيو - فرنسا دولي يجيد اللعب في خط الهجوم . يلعب حاليا لصالح نادي أجاكسيو فرنسا منذ 2010 .

## مسيرته الكروية
لعب ريتشارد سوكري خلال مسيرته الاحترافية مع 9 أندية في سبعة عشر موسمًا وسجل خلالها 101 هدف ضمن 404 مباراة. ولم يفز بأي موسم بالكأس أو بالدوري.
خاض ريتشارد سوكري مسيرته مع نادي باريس في موسم 1999–00 في المرة الأولى لمدة موسم واحد ثم في موسم 2014–15 ولمدة موسمين، مشاركًا طوالها في 51 مباراة سجل خلالها 14 هدفًا. ثم انتقل إلى نادي بورغ أون بريس بيروناس في موسم 2000–01 لمدة موسم واحد، حيث شارك في 32 مباراة سجل خلالها 8 أهداف. لينتقل بعدها إلى نادي ستاد لافال في موسم 2001–02 ولمدة موسمين، مشاركًا في 7 مباريات ولم يسجل أي هدف. ثم انتقل إلى نادي تشيربورغ في موسم 2003–04 لمدة موسم واحد، مشاركًا في 35 مباراة سجل خلالها 16 هدفًا. هذا وانتقل لاحقًا إلى نادي ميتز في موسم 2004–05 لمدة موسم واحد، مشاركًا في 23 مباراة سجل خلالها هدفين. ثم انتقل بعدها إلى نادي شاتورو في موسم 2005–06 لمدة موسم واحد، مشاركًا في 34 مباراة سجل خلالها 8 أهداف. ليعود وينتقل من جديد، لكن هذه المرة إلى نادي بريست في موسم 2006–07 ليلعب معه أربعة مواسم، مشاركًا في 121 مباراة سجل خلالها 34 هدفًا. لينتقل بعدها إلى نادي أجاكسيو في موسم 2010–11 ولمدة موسمين، مشاركًا في 56 مباراة سجل خلالها 14 هدفًا. ثم لعب في نادي أنجيه في موسم 2012–13 ولمدة موسمين، مشاركًا في 45 مباراة سجل خلالها 5 أهداف.

## روابط خارجية
- ريتشارد سوكري على موقع قاعدة بيانات كرة القدم.إي يو (الإنجليزية)
- ريتشارد سوكري على موقع ليكيب (الفرنسية)
- ريتشارد سوكري على موقع ناشيونال فوتبول تيمز (الإنجليزية)
- ريتشارد سوكري على موقع Soccerway.com (الإنجليزية)
- ريتشارد سوكري على موقع عالم كرة القدم.نت (الإنجليزية)
- ريتشارد سوكري على موقع GSA (الإنجليزية)